# Haasiophis terrasanctus
L'aasiofide (Haasiophis terrasanctus) era un serpente preistorico dotato di zampe, vissuto nel Cretaceo superiore (Cenomaniano, circa 100 milioni di anni fa). I suoi resti sono stati ritrovati in Palestina.

## Descrizione
Conosciuto per un esemplare quasi completo, questo serpente primitivo possedeva una caratteristica particolarmente antiquata: la presenza di due corte zampe posteriori. Serpenti con le zampe, in effetti, erano relativamente comuni durante il Cretaceo, nella prima fase dell'evoluzione di questi animali. L'aasiofide possedeva un corpo appiattito lateralmente e un cranio dotato di un'apertura boccale moderatamente ampia. Le vertebre caudali sembrano particolarmente evolute rispetto a quelle degli altri serpenti cretacei.

## Classificazione
L'aasiofide proviene dallo stesso giacimento in cui è stato trovato un altro serpente primitivo, Pachyrhachis. Rispetto a quest'ultimo, però, Haasiophis era più piccolo (lunghezza circa 80 centimetri) e forse più evoluto. Alcune caratteristiche, inoltre, lo porrebbero in una posizione evolutiva più avanzata anche rispetto a Eupodophis, un altro serpente cretaceo, a causa della presenza di strutture delle vertebre caudali note come emapofisi.